# Dan Olofsson
Dan Olof Olofsson, nascut el 24 setembre de 1950, és un empresari, emprenedor i filantrop suec.

## Biografia

### Infància i Educació
Dan Olofsson va néixer a Ekenäs, Finlàndia. En aquest país el seu pare treballava com a pastor a la ciutat de Karis des de 1948 a 1951. Els seus pares i familiars estan arrelats a la província de Jämtland a Suècia. Quan Dan Olofsson tenia un any d'edat, la seva família es va mudar des de Finlàndia a la ciutat de Malmö al sud de Suècia, on es va criar i encara viu.
Olofsson va assistir a l'escola tècnica secundària superior a Malmö i es va graduar com a Llicenciat en Enginyeria a Lunds Tekniska Högskola l'any 1974.

### Carrera professional
Acabats els seus estudis, Olofsson va començar una carrera en el sector de la consultoria tecnològica. Va començar en l'empresa VBB (el que és ara Sweco) i després va passar a Skandiaconsult.
En 1986 es funda l'empresa Sapia i en aquesta, Dan Olofsson va estar assignat a gestionar el Departament de Consultoria Tècnica, va adquirir aquesta empresa i la va tornar a batejar amb el nom de Sigma. Dan Olofsson va ser Director General (CEO) de Sigma i va començar a cotitzar a borsa el 1997. L'any 2001, Sigma es divideix en tres àrees empresarials independents: Sigma, Èpsilon i Teleca. Olofsson és el president i accionista principal de les tres companyies.
Des de l'inici en 1986, Sigma, Epsilon i Teleca han crescut fins aproximadament 8.000 empleats, en un desenvolupament empresarial amb filials en més de deu països.
Les empreses han crescut de tres maneres diferents: a través del creixement orgànic, mitjançant “paquets d'emprenedors” i per adquisicions. Els paquets dels emprenedors permeten a les noves empreses iniciar-se al voltant d'un líder-empresari, que també es converteix en copropietari. Unes 25 empreses, amb més de 3 000 empleats en l'actualitat, s'han establert d'aquesta forma. El grup SIGMA també ha adquirit empreses privades i públiques.
Dan Olofsson ha participat en nombroses vendes i adquisicions, i en set "buy-outs" públics. La transacció més gran va ser la venda d'Epsilon a ÅF el 2012.
Olofsson actualment desenvolupa les seves activitats en el marc de la empresa familiar Danir AB.
L'autobiografia de Dan Olofsson "Mina tre liv" ("Les meues tres vides”) va ser publicada per l'editorial Ekerlids Förlag a la tardor de 2012. El llibre ha estat objecte d'especial atenció per la seua afirmació sobre el fet que el govern suec hauria comés un error de justícia amb el financer Maths O Sundqvist.

## Compromís amb Sud-àfrica i amb Malmö
En els últims anys, Dan Olofsson ha desenvolupat un fort compromís social a Sud-àfrica. Un exemple d'açò és “Thanda Private Game Reserve”, que el 2009–2016 fou nomenat “The world leading luxury Lodge” per la World Travel Awards. L'any 2016 es va inaugurar l'illa Thanda, davant la costa de Tanzània, que en la primera final va ser designada per World Travel Award com “l'illa privada més exclusiva del món”.
El seu compromís filantròpic es veu millor a través de l'organització Star for Life (Estrella de Vida), que Dan i la seua esposa Chistin engegaren en el 2005. Fins al moment, 250.000 joves han participat en un programa preventiu de tres anys contra la sida a Sud-àfrica, Namíbia, i Sri Lanka. Star for Life (Estrella de Vida) recentment es va establir també a Suècia, per a enfortir l'autoestima i la fe dels joves en el futur.
Dan Olofsson ha creat també la Fundació Thanda, que treballa amb projectes a KwaZulu-Natal i a Mvezo, el llogaret originari de Nelson Mandela.
A la primavera del 2011, Dan Olofsson inicià el finançament d' “Uppstar Malmö”, un fideïcomís destinat a crear més oportunitats de treball a les zones desfavorides de ciutat de Malmö. El concepte darrere del fideïcomís és oferir assessorament, suport i ajuda financera als empresaris locals que vulguen desenvolupar les seues idees de negoci i crear més llocs de treball. Gràcies a aquesta iniciativa han aconseguit treball un total de 1.800 persones. Aquest mateix any fou designat doctor honoris causa per la Facultat de Ciències Tecnològiques i Socials de la Universitat de Malmö, a Suècia, per la seva contribució a la resolució de problemes socials amb ajuda de la tecnologia de la informació i les telecomunicacions. La Universidad FASTA de l'Argentina també el va nomenar doctor honoris causa el 2015 per la seva implicació social i les seves aportacions filantròpiques a Àfrica i Suècia.

## Premis
Dan Olofsson ha rebut diversos premis pel seu treball, entre d'altres: empresari més important del comptat Skane, al sud de Suècia l'any 2008; el premi Community Philanthropy a la Global Business Coalition a Nova York el 2008; l'Entrepreneurial Model de l'any 2011 per part de Founders Alliance i H M, el King’s Medal 12th size per les seues importants contribucions als negocis suecs i el seu compromís filantròpic el 2011.
El 2012 Dan Olofsson fou guardonat amb la Royal Patriotic Society Busness Medal per la seua iniciativa empresarial excepcional.  També, l'any 2012 va rebre el premi de la revista Veckans Affärer’s Social Capitalist, que s'atorga a models de conducta que, a través de negocis, tracten de resoldre els problemes de la societat. En el 2015, Dan Olofsson fou honrat amb el premi de la regió sueca de Skane pel seu esforç excepcional per al desenvolupament de Skåne.
La patronal sueca Svenskt Näringsliv li va concedir l'any 2015 el Premi Nicolin per la seva contribució al debat social en pro d'una major concienciació sobre la importància de les empreses.